# Agaton Sax och den svällande rotmos-affären
Agaton Sax och den svällande rotmos-affären (1970) är Nils-Olof Franzéns tionde roman om detektiven Agaton Sax.

## Handling
Engelska företag börjar helt plötsligt betala ut tusentals pund till företag som inte finns; bland dem Rotmos AB. Kan det ha något att göra med Chefens omtalade rymning? Han hamnade i fängelset sedan Agaton Sax infångat honom i affären med det gamla pipskägget. Kassörerna på företagen förhörs, men de är oskyldiga.
Agaton Sax och Lispington börjar rota i affären. De tar sig in i Chefens byggnader och avlyssnar hans hemliga sammanträden och telefonsamtal. De ordnar en fälla genom att låtsas vara ärkeskurken Buck Pixman och hans medhjälpare.
Under tiden har VD:n i Prills Pastiller (PP), mr Bump, sökt efter Agaton Sax på hans hotellrum, men han var inte där. Bakgrunden till det var att PP AB hade betalat ut tusentals pund till företag som inte fanns. När mr Bump var på väg ut från hotellrummet blev han förföljd av en ytterst obehaglig dam som trodde att han var mr Pixman och tänkte varna honom för att besöka Agaton Sax.
Nu har Lispington och Agaton Sax begett sig till datamaskinen Big Brother för att ta reda vilka brott han ska begå i framtiden. Sedan låtsas de att mr Pixman ska sälja de "tillfångatagna" Agaton Sax och Lispington. När överlämnandet sker stormar 100 poliser in och griper Chefens undersåtar, men Chefen kommer undan. Det tror Agaton Sax, men faster Tilda har lyckats låsa in Chefen i garaget.